# Saxifraga crustata
Saxifraga crustata es una especie de planta fanerógama perteneciente a la familia Saxifragaceae originaria de Europa. 

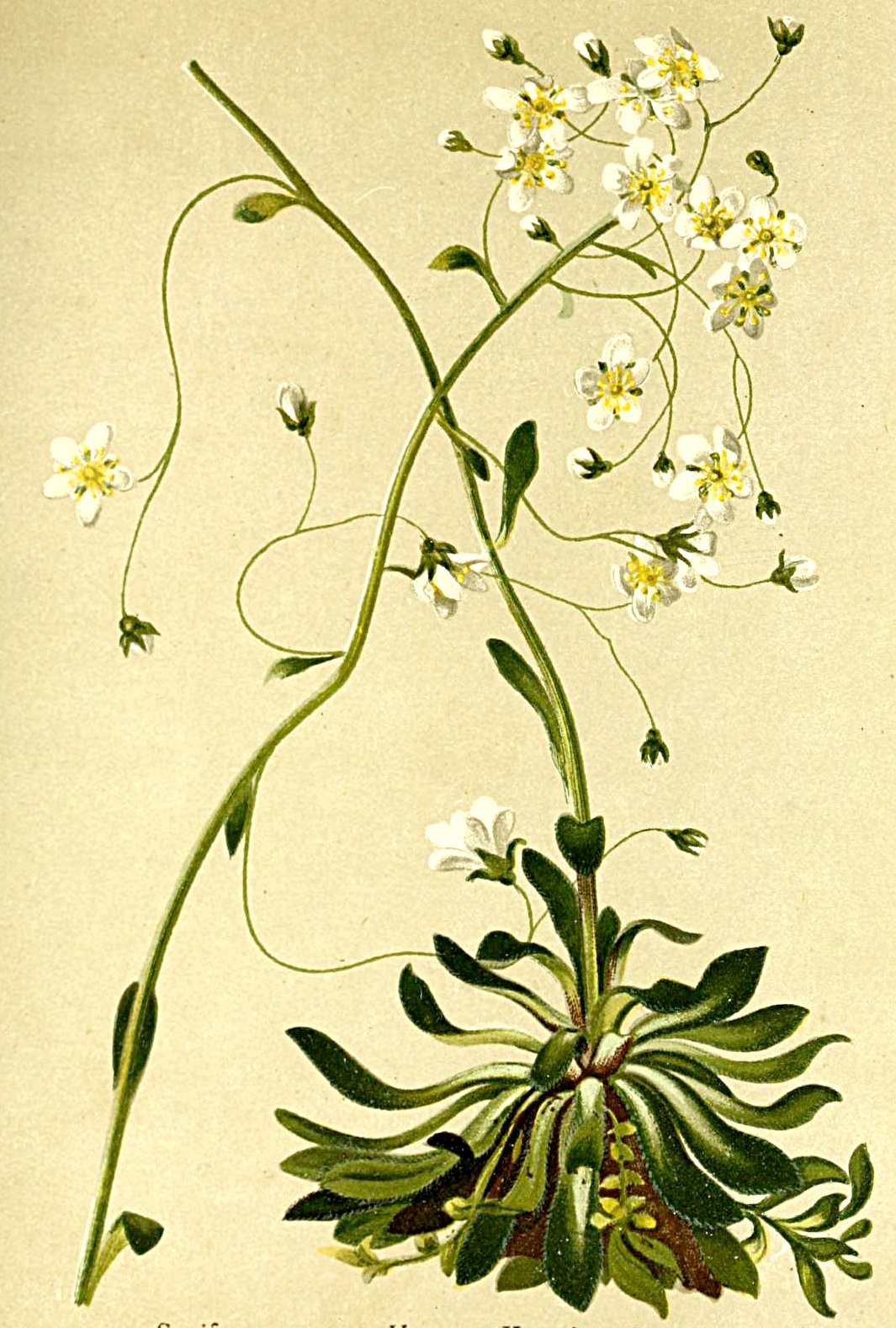
Ilustración

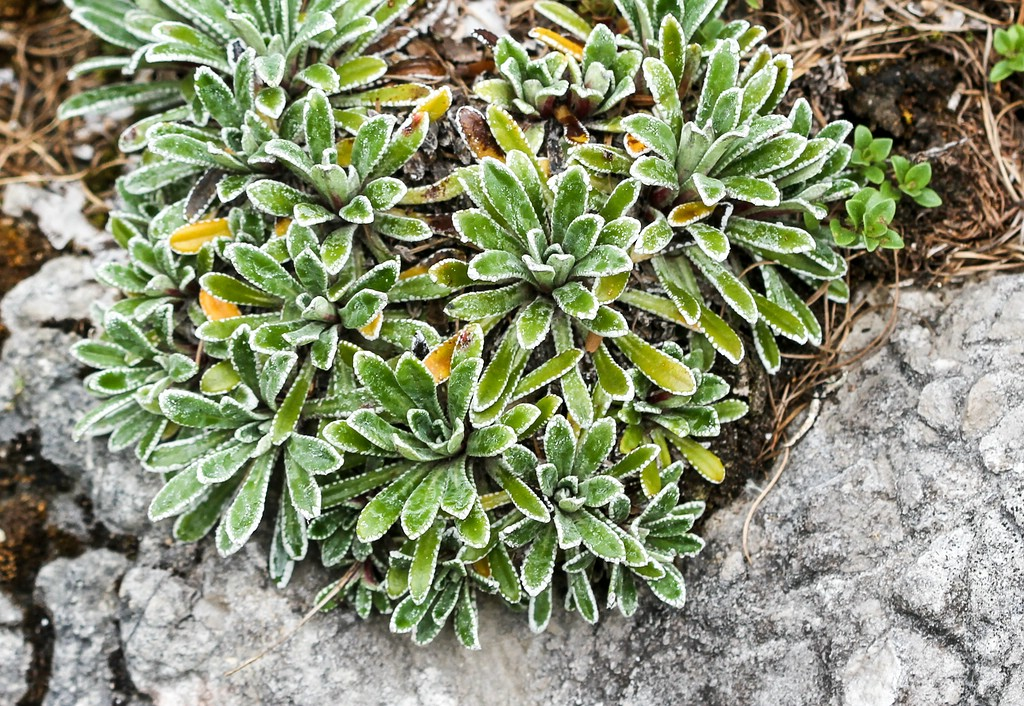
En su hábitat

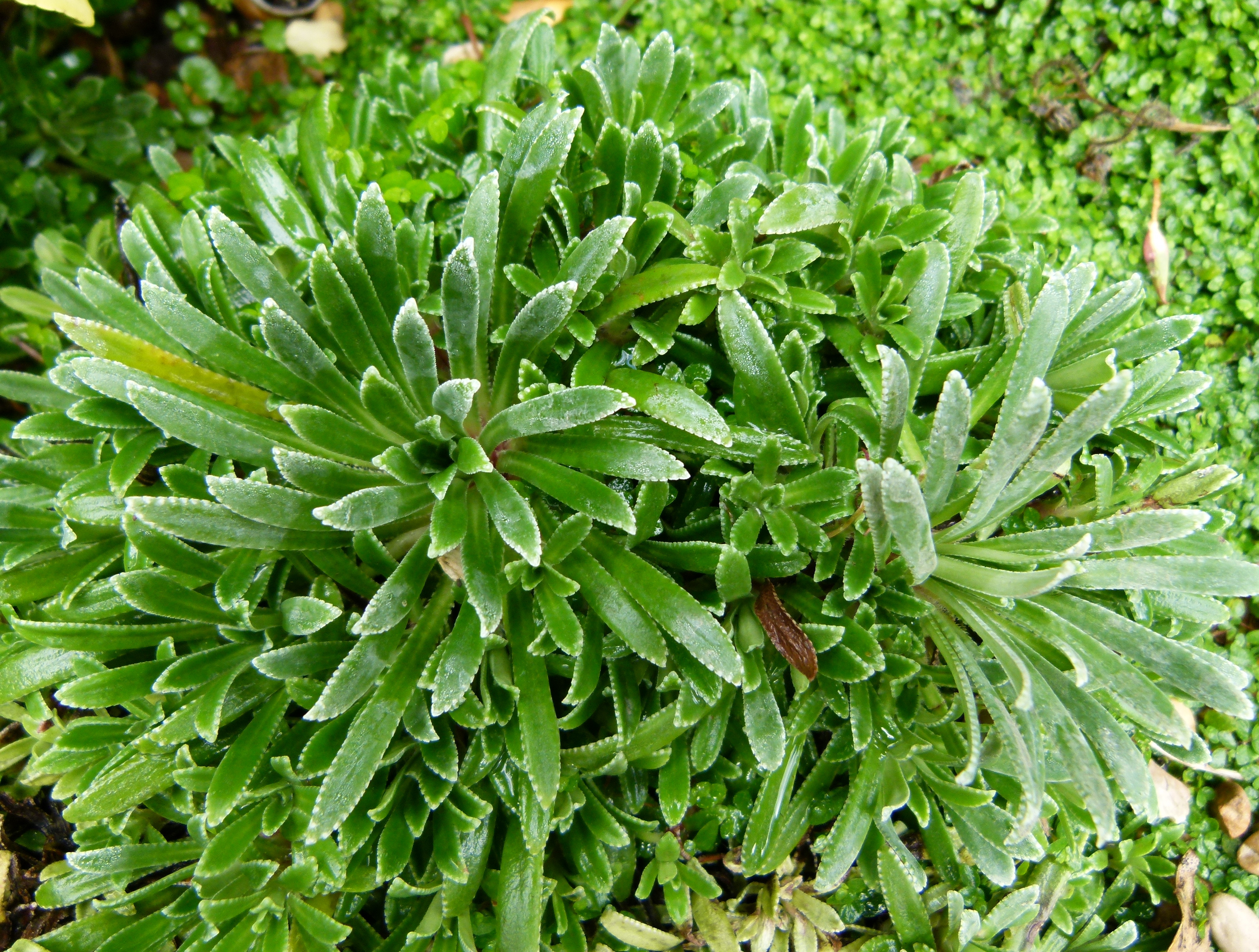
Vista de la planta

## Descripción
Saxifraga crustata  es una planta perenne que alcanza un tamaño de 10 a 30 centímetros de altura. Es similar a Saxifraga paniculata, pero es más delicada. Las hojas de la roseta son de 10 a 60 mm de largo, y  de 2 a 3 milímetros de ancho, largas, estrecha lineales y estrechas hacia la parte inferior. Son de pelo largo, de color gris-verde ciliadas, a menudo cubierta por una costra caliza. La parte superior está arqueando curvada hacia afuera. El margen de la hoja es por lo general entero, y densamente cubierto con hoyuelos. Florece de junio a agosto.
La especie tiene el número de cromosomas 2n = 28.

## Distribución y hábitat
Saxifraga crustata es endémica de los Alpes Calcáreos sudorientales, del este del Adige hasta Eslovenia, Bosnia, Herzegovina y Serbia occidental. Crece en los pisos montanos a subalpinos en suelos de caliza, así como en suelos calcáreos abiertos a altitudes de 300-2800 metros.

## Taxonomía
Saxifraga crustata fue descrita por Lorenz Chrysanth von Vest y publicado en Bot. Zeitung (Regensburg) 3: 95 1804. 
Etimología
Saxifraga: nombre genérico que viene del latín saxum, ("piedra") y frangere, ("romper, quebrar"). Estas plantas se llaman así por su capacidad, según los antiguos, de romper las piedras con sus fuertes raíces. Así lo afirmaba Plinio, por ejemplo.
crustata: epíteto latino que significa "con corteza".
Sinonimia
- Saxifraga cotyledon var. incrustata Vest
- Saxifraga incrustata Vest
- Saxifraga kerneri Beck[2]

Híbridos
- Saxifraga x engleri
- Saxifraga x fritschiana
- Saxifraga x pectinata
- Saxifraga x pseudo-fosteri

Cultivares
- Saxifraga crustata 'Vochinensis'[3]